# Jekaterina Dmitrijewna Rjabowa

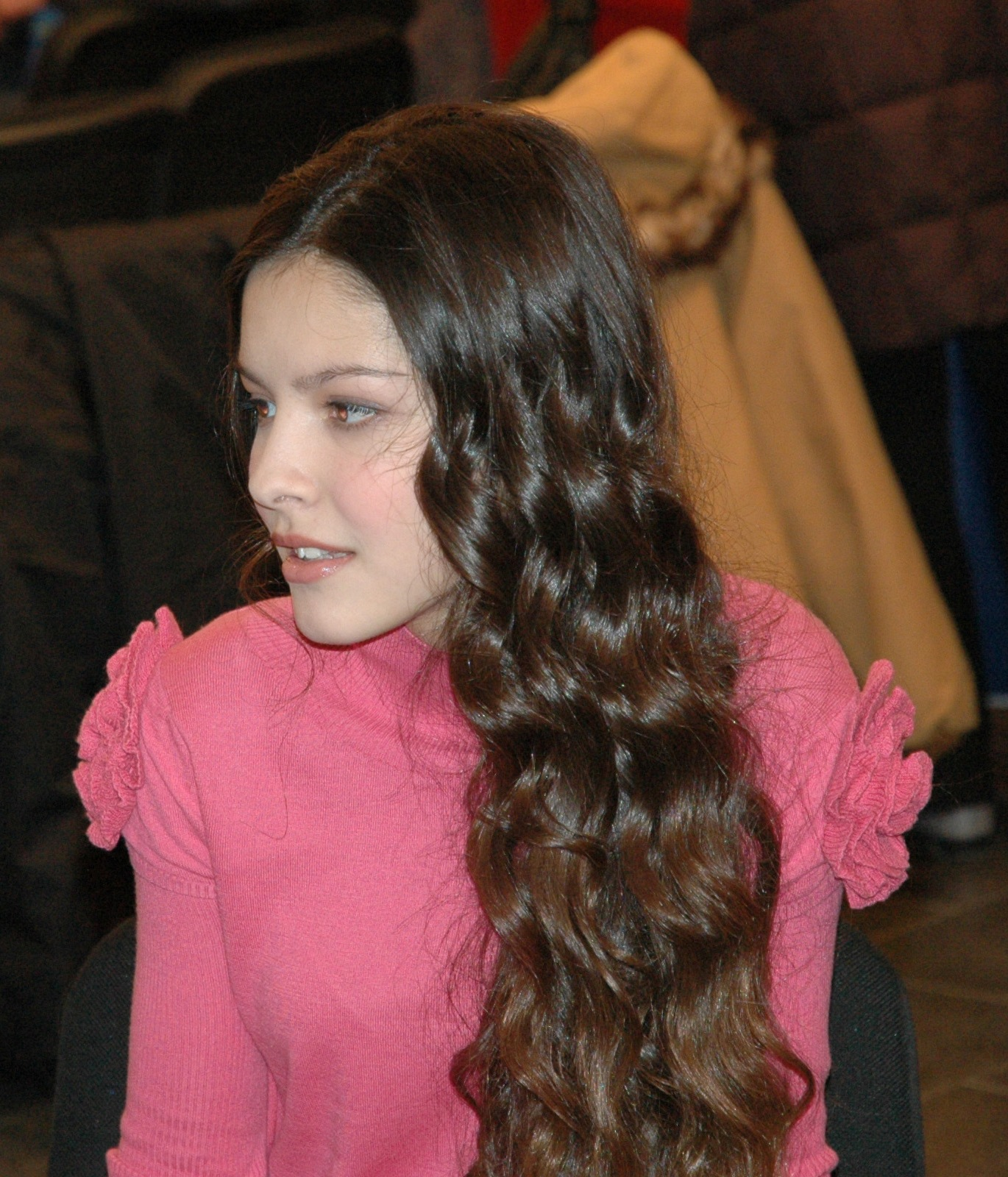
Katja Rjabowa beim Junior Eurovision Song Contest 2011

Jekaterina „Katja“ Dmitrijewna Rjabowa (russisch Екатерина „Катя“ Дмитриевна Рябова; * 4. August 1997 in Schtscholkowo, Russland) ist eine russische Sängerin.

## Leben
Bereits als kleines Kind begann sie zu singen und begann später mit dem Besuch einer Musikschule.
Im Jahre 2009 gewann sie den russischen Vorentscheid für den Junior Eurovision Song Contest 2009 mit ihrem Lied „Malenki prinz“ (Маленький принц), deutsch: „Der kleine Prinz“ und belegte beim Contest am 21. November 2009 in Kiew, Ukraine für ihr Land mit 116 Punkten den zweiten Platz, gleichauf mit Luara Hajrapetjan aus Armenien.
Im Jahre 2011 wurde sie erneut als Vertreterin Russlands beim Junior Eurovision Song Contest 2011 ausgewählt und wurde damit die erste Teilnehmerin in der Geschichte des Wettbewerbs, die mehr als einmal teilnahm. Mit ihrem Lied „Romeo and Juliet“ (Deutsch: Romeo und Julia), welches sie beim Vorentscheid noch unter dem Namen „Kak Romeo i Dschuljetta“ (Как Ромео и Джулетта; Wie Romeo und Julia) aufführte, belegte sie am 3. Dezember 2011 beim Contest in Jerewan, Armenien mit 99 Punkten den vierten Platz, wieder gleichauf mit Lidija Sablozkaja aus Belarus, welche jedoch aufgrund von Regeln für Punktegleichstand den dritten Platz belegte.
Katja Rjabowa ist eine Gewinnerin des „Governor's award“ und Trägerin eines Diploms der zweiten „World Delphic Games for musicians and Artists“. Darüber hinaus ist sie eine Preisträgerin der Wettbewerbe „A Rose Of Wings 2007“ und „What Motherland is to begin with“. Bei letzterem nahm sie mit ihrem Lied „Arlekino“ (Арлекино), deutsch: „Harlekin“ teil.
Sie lebt jetzt in Jubileiny.